# Hvid klokkefugl
Hvid klokkefugl (Procnias albus) er en spurvefugl, der lever i Guyanas.